# 반월면
반월면(半月面)은 경기도 광주군을 거쳐 구한말에는 안산군, 일제강점기에는 수원군, 1950년대 들어서는 화성군에 있었던 면이다. 이 지역은 안산시, 수원시, 군포시, 의왕시로 편입되었다. 반월이라는 이름은 각각 지금의 팔곡동과 본오동에 있던 '큰반월'과 '작은반월'이라는 두 마을에서 따온 것이다.

## 역사
- 조선 시대: 광주군 북방면(北方面), 성곶면(聲串面), 월곡면(月谷面). 광주군의 견아상입지였다.
- 1906년 9월 24일: 월경지 정리에 따라 안산군으로 편입되었다.[2]
- 1912년 2월 5일: 안산군의 동리 명칭이 개정되면서, 성곶면, 북방면, 월곡면의 리 명칭이 모두 16개로 확립되었다.[3]

리(16개) - 입북리, 당수리, 건건리, 사사리, 팔곡일리, 팔곡이리, 둔대리, 대야미리, 속달리, 도마교리, 월암리, 초평리, 본오리, 일리, 이리, 사리
- 1914년 4월 1일: 안산군이 폐지되고, 북방·성곶·월곡면이 수원군에 편입되면서 합면(合面)하여 반월면이 되었다.[4]
- 1949년 8월 14일: 수원군이 화성군으로 개칭하여 화성군 반월면이 되었다.[5]
- 1983년 2월 15일: 반월면 월암리·초평리가 시흥군 의왕읍에 편입되었다.[6]
- 1986년 1월 1일: 반월면 일부 지역을 중심으로 안산시가 신설되었다.[7]

| 개편 전                                                     | 개편 후                               |
| ----------------------------------------------------------- | ------------------------------------- |
| 화성군 반월면 일리·이리·사리·본오리·팔곡이리 및 둔대리 일부 | 안산시 일동·이동·사동·본오동·팔곡이동 |

- 1994년 12월 26일 : 반월면이 폐지되고, 관할구역이 안산시, 수원시, 군포시에 각각 분할·편입되었다.[8]

## 행정 구역
| 반월면 | 리                                            | 현재          | 현재                            | 행정구역 개편일                           |
| 반월면 | 리                                            | 시·구         | 동                              | 행정구역 개편일                           |
| ------ | --------------------------------------------- | ------------- | ------------------------------- | ----------------------------------------- |
| 반월면 | 월암리, 초평리                                | 의왕시        | 월암동, 초평동                  | 1983년 2월 15일 (동 승격: 1989년 1월 1일) |
| 반월면 | 일리·이리·사리·본오리·팔곡이리 및 둔대리 일부 | 안산시 상록구 | 일동·이동·사동·본오동·팔곡이동  | 1986년 1월 1일                            |
| 반월면 | 건건리·사사리·팔곡일리                        | 안산시 상록구 | 건건동·사사동·팔곡일동          | 1994년 12월 26일                          |
| 반월면 | 당수리, 입북리                                | 수원시 권선구 | 당수동, 입북동                  | 1994년 12월 26일                          |
| 반월면 | 둔대리·대야미리·속달리·도마교리               | 군포시        | 둔대동·대야미동·속달동·도마교동 | 1994년 12월 26일                          |

### 1914년 전의 행정 구역과 비교
| 1912년 이전                                         | 1914년 이후            | 현재                  | 현재     |
| 1912년 이전                                         | 1914년 이후            | 행정구역              | 법정구역 |
| --------------------------------------------------- | ---------------------- | --------------------- | -------- |
| 북방면 속달이리(速達二里)·속달삼리(速達三里)        | 수원군 반월면 속달리   | 군포시 대야동         | 속달동   |
| 북방면 둔대동(屯垈洞)                               | 수원군 반월면 둔대리   | 군포시 대야동         | 둔대동   |
| 북방면 대야미(大夜味)·속달일리(速達一里)            | 수원군 반월면 대야미리 | 군포시 대야동         | 대야미동 |
| 북방면 대야미(大夜味)·속달일리(速達一里)            | 수원군 반월면 대야미리 | 군포시 송부동         | 대야미동 |
| 북방면 도마교(渡馬橋)                               | 수원군 반월면 도마교리 | 군포시 송부동         | 도마교동 |
| 북방면 건건리(乾々里)                               | 수원군 반월면 건건리   | 안산시 상록구 반월동  | 건건동   |
| 북방면 팔곡일리(八谷一里)                           | 수원군 반월면 팔곡일리 | 안산시 상록구 반월동  | 팔곡일동 |
| 북방면 팔곡이리(八谷二里)                           | 수원군 반월면 팔곡이리 | 안산시 상록구 본오1동 | 팔곡이동 |
| 성곶면 일리(一里)                                   | 수원군 반월면 일리     | 안산시 상록구 일동    | 일동     |
| 성곶면 이리(二里)                                   | 수원군 반월면 이리     | 안산시 상록구 일동    | 이동     |
| 성곶면 이리(二里)                                   | 수원군 반월면 이리     | 안산시 상록구 이동    | 이동     |
| 성곶면 삼리(三里)·사리(四里)                        | 수원군 반월면 사리     | 안산시 상록구 사동    | 사동     |
| 성곶면 삼리(三里)·사리(四里)                        | 수원군 반월면 사리     | 안산시 상록구 사이동  | 사동     |
| 성곶면 삼리(三里)·사리(四里)                        | 수원군 반월면 사리     | 안산시 상록구 해양동  | 사동     |
| 성곶면 본오리(本五里)·분오리(分五里)                | 수원군 반월면 본오리   | 안산시 상록구 본오1동 | 본오동   |
| 성곶면 본오리(本五里)·분오리(分五里)                | 수원군 반월면 본오리   | 안산시 상록구 본오2동 | 본오동   |
| 성곶면 본오리(本五里)·분오리(分五里)                | 수원군 반월면 본오리   | 안산시 상록구 본오3동 | 본오동   |
| 월곡면 사사리                                       | 수원군 반월면 사사리   | 안산시 상록구 반월동  | 사사동   |
| 월곡면 당수리(棠樹里)·오룡동(五龍洞)                | 수원군 반월면 당수리   | 수원시 권선구 입북동  | 당수동   |
| 월곡면 상초평(上草坪)·하초평(下草坪)                | 수원군 반월면 초평리   | 의왕시 부곡동         | 초평동   |
| 월곡면 월암동(月岩洞)·일리동(一里洞)·대대동(大垈洞) | 수원군 반월면 월암리   | 의왕시 부곡동         | 월암동   |
| 월곡면 입북리(笠北里)                               | 수원군 반월면 입북리   | 수원시 권선구 입북동  | 입북동   |